# Amanda Da Costa
Amanda Jaqueline Da Costa (Katonah, 7 ottobre 1989) è un'ex calciatrice portoghese, nata negli Stati Uniti, di ruolo centrocampista.

## Carriera

### Club
Nasce negli Stati Uniti a Katonah, nel comune di Bedford, stato di New York, da madre portoghese e padre nato in Mozambico. Dal 2007 al 2010 frequenta l'Università statale della Florida, a Tallahassee, dove gioca a calcio con il FSU Seminoles. Nel 2009 gioca la W-League con l'Hudson Valley Quickstrike Lady Blues, squadra riserve dello Sky Blue.
Nel 2011 viene scelta nel draft del Women's Professional Soccer dal Washington Freedom, esordendo il 19 giugno, quando gioca titolare nella sconfitta per 6-0 in trasferta contro il Philadelphia Independence. La squadra in seguito si trasferisce a Boca Raton, in Florida, diventando magicJack, ed esce in semifinale play-off. Da Costa gioca soltanto due gare.
A dicembre 2011 si trasferisce allo Sky Blue, ma non può giocarci a causa della chiusura della lega WPS.
Nel 2012 passa al Boston Breakers in WPSL Elite, venendo eliminata in semifinale play-off.
A gennaio 2013 va a giocare per la prima volta (che rimarrà anche l'ultima) in Europa, trasferendosi al Liverpool, in FA Women's Super League 1. Debutta il 23 marzo in FA WSL Cup, nel derby casalingo contro l'Everton pareggiato per 1-1, nel quale entra al 70' al posto di Lillie Fenlon-Billson. Segna le prime reti il 7 maggio, realizzando una doppietta nel successo per 4-0 sul campo dell'Arsenal in 2013. Con le Reds gioca la Champions League, uscendo ai sedicesimi con le svedesi del Linköping e vince entrambi i campionati giocati, nel 2013 e 2014, giocando 28 volte e trovando la rete in tre occasioni.
A ottobre 2014 ritorna negli USA, firmando con il Washington Spirit. Fa il suo esordio l'11 aprile 2015, partendo dal 1' nella sconfitta per 2-1 sul campo dello Houston Dash. Va in rete per la prima volta il 31 maggio, pareggiando i conti nella vittoria casalinga per 2-1 sul Portland Thorns. Ottiene 17 presenze e 3 gol, uscendo in semifinale play-off con il Seattle Reign.
Nel 2016 cambia ancora squadra, accordandosi con il Chicago Stars. Debutta il 2 maggio nel successo interno per 1-0 sull'Orlando Pride, entrando al 52' al posto di Jen Hoy. Termina con 14 presenze, venendo eliminata ancora in semifinale play-off, stavolta dal Washington Spirit, sua ex squadra.
A novembre 2016 ritorna al Boston Breakers, dove aveva giocato quattro anni prima. Esordisce il 17 aprile 2017, giocando titolare nella sconfitta per 2-0 sul campo del FC Kansas City. Segna il primo e unico gol nell'ultima gara della sua carriera, il 19 agosto 2017, persa per 2-1 in casa contro l'Orlando Pride, realizzando il rigore che fissa il risultato al 98'. Chiude con 11 presenze e 1 gol.
Ad agosto 2017 annuncia la decisione di ritirarsi dal calcio giocato, per dedicarsi agli studi in psicologia scolastica e ad allenare nella sua scuola calcio, Advantage Training.

#### Nazionale
Nel 2006 viene convocata per la prima volta nelle nazionali giovanili statunitensi, con l'Under-17, in seguito gioca anche con l'Under-20 nel 2008, partecipando alla Cyprus Cup, alla quale non partecipava la nazionale maggiore perché impegnata nella contemporanea Algarve Cup.  Dal 2009 al 2012, infine viene convocata dall'Under-23.
Non arriva in nazionale A, e allora nel 2015 accetta la convocazione del Portogallo, paese d'origine della madre, esordendo il 1º dicembre nella sconfitta per 2-0 in trasferta contro la Spagna a Badajoz, nelle qualificazioni all'Europeo 2017 nei Paesi Bassi, nella quale entra all'intervallo al posto di Inês Silva.
Con le portoghesi partecipa all'Algarve Cup 2016, chiusa all'ottavo e ultimo posto e 2017, anche in questo caso terminata in ultima posizione, la dodicesima.
Nel 2017, il CT portoghese Francisco Neto la convoca per gli Europei in Olanda, dove le lusitane escono al girone, perdendo prima e ultima gara, rispettivamente contro Spagna per 2-0 e Inghilterra per 2-1, vincendo solo la seconda partita contro la Scozia per 2-1, terminando con 3 punti, come spagnole e scozzesi e venendo eliminata per la peggior posizione nella classifica avulsa. Da Costa gioca seconda e terza gara, che sarà la ventesima e ultima in nazionale.

## Palmarès

### Competizioni nazionali
- Campionato inglese: 2

Liverpool: 2013, 2014